# Brittney Tam
Brittney Tam (* 23. August 1997 in Toronto, Ontario) ist eine kanadische Badmintonspielerin.

## Karriere
Tam begann mit 5 Jahren Badminton zu spielen. Bei den Juniorenpanamerikameisterschaften 2012 zog sie mit Joshua Hurlburt-Yu und beim Mannschaftswettbewerb ins Endspiel ein. Bei der folgenden Austragung des Wettkampfs konnte sie mit der kanadischen Mannschaft den Titel erspielen. Im Damendoppel mit Joycelyn Ko erreichte Tam 2014 erstmals bei der Kanadischen Meisterschaft eine Podiumsplatzierung und gewann den Teamwettbewerb der Panamerikameisterschaft. 2016 wurde sie in den kanadischen Nationalkader aufgenommen und war bei der Panamerikameisterschaft drei Mal siegreich, als sie mit der kanadischen Nationalmannschaft, im Dameneinzel und an der Seite von Nyl Yakura im Mixed Erste wurde. Bei der nationalen Meisterschaft erspielte sie im Einzel die Bronzemedaille. Im nächsten Jahr gewann Tam mit ihrem Sieg bei den Waikato International 2017 zum ersten Mal ein Turnier der Badminton World Federation. Bei der Panamerikameisterschaft 2017 erreichte sie zwei Finalspiele und verteidigte mit der kanadischen Nationalmannschaft ihren Titel. Außerdem konnte Tam in Abwesenheit der sechsfachen Titelträgerin Michelle Li im Dameneinzel kanadische Meisterin werden, im Folgejahr unterlag sie gegen Li im Endspiel. Bei der Kontinentalmeisterschaft im Jahr 2018 kam Tam im Einzel unter die besten drei und triumphierte mit dem Damenteam, wodurch sie sich für die Teilnahme an der Weltmeisterschaft, dem Uber Cup 2018 qualifizierte. Außerdem trat sie bei den Commonwealth Games 2018 an und konnte das Viertelfinale erreichen. 2019 triumphierte Tam mit der kanadischen Mannschaft ein weiteres Mal bei den Panamerikameisterschaften und wurde im Einzel Vizemeisterin. Auch bei der kanadischen Meisterschaft und der U.S. International Challenge 2019 wurde sie Zweite. Im Folgejahr verteidigte sie bei der Kontinentalmeisterschaft mit dem Damenteam ihren Titel und wurde zum dritten Mal in Folge bei der nationalen Meisterschaft Zweite.

## Sportliche Erfolge
| Jahr | Veranstaltung                        | Platz | Disziplin   | Spielpartner       |
| ---- | ------------------------------------ | ----- | ----------- | ------------------ |
| 2012 | Juniorenpanamerikameisterschaft 2012 | 2.    | Mixed       | Joshua Hurlburt-Yu |
| 2012 | Juniorenpanamerikameisterschaft 2012 | 2.    | Mannschaft  | Kanada             |
| 2013 | Juniorenpanamerikameisterschaft 2013 | 1.    | Mannschaft  | Kanada             |
| 2014 | US Grand Prix 2014                   | 3.    | Dameneinzel |                    |
| 2014 | USA International 2014               | 3.    | Mixed       | Nyl Yakura         |
| 2014 | Panamerikameisterschaft 2014         | 1.    | Mannschaft  | Kanada             |
| 2014 | Kanadische Meisterschaft 2014        | 3.    | Damendoppel | Joycelyn Ko        |
| 2015 | Mercosul International 2015          | 3.    | Mixed       | Nyl Yakura         |
| 2016 | Panamerikameisterschaft 2016         | 1.    | Mixed       | Nyl Yakura         |
| 2016 | Panamerikameisterschaft 2016         | 1.    | Dameneinzel |                    |
| 2016 | Panamerikameisterschaft 2016         | 1.    | Mannschaft  | Kanada             |
| 2016 | Kanadische Meisterschaft 2016        | 3.    | Dameneinzel |                    |
| 2017 | Waikato International 2017           | 1.    | Dameneinzel |                    |
| 2017 | U.S. International Challenge 2017    | 3.    | Dameneinzel |                    |
| 2017 | Panamerikameisterschaft 2017         | 2.    | Mixed       | Nyl Yakura         |
| 2017 | Panamerikameisterschaft 2017         | 2.    | Dameneinzel |                    |
| 2017 | Panamerikameisterschaft 2017         | 1.    | Mannschaft  | Kanada             |
| 2017 | Kanadische Meisterschaft 2017        | 1.    | Dameneinzel |                    |
| 2018 | Panamerikameisterschaft 2018         | 3.    | Dameneinzel |                    |
| 2018 | Panamerikameisterschaft 2018         | 1.    | Mannschaft  | Kanada             |
| 2018 | Kanadische Meisterschaft 2018        | 2.    | Dameneinzel |                    |
| 2019 | U.S. International Challenge 2019    | 2.    | Dameneinzel |                    |
| 2019 | Hungarian International 2019         | 3.    | Dameneinzel |                    |
| 2019 | Kharkiv International 2019           | 3.    | Dameneinzel |                    |
| 2019 | Panamerikameisterschaft 2019         | 2.    | Dameneinzel |                    |
| 2019 | Panamerikameisterschaft 2019         | 1.    | Mannschaft  | Kanada             |
| 2019 | Kanadische Meisterschaft 2019        | 2.    | Dameneinzel |                    |
| 2020 | Austrian International 2020          | 3.    | Dameneinzel |                    |
| 2020 | Panamerikameisterschaft 2020         | 1.    | Mannschaft  | Kanada             |
| 2020 | Kanadische Meisterschaft 2020        | 2.    | Dameneinzel |                    |